# Associate of the Royal College of Music
Associate of the Royal College of Music (ARCM) és un diploma de qualificació del Royal College of Music. Igual que el diploma Licentiate of the Royal Academy of Music, antigament s'oferia en versió docent o d'estudiant, però a diferència d'aquest últim ja no està disponible.
No hi ha cap successor evident de l'ARCM, ja que els estudiants universitaris segueixen ara un curs BMus (Hons) acreditat pel mateix Col·legi; tot i que el 2012 aproximadament una quarta part del personal acadèmic va incloure ARCM a les seves llistes de qualificacions. Quan el curs bàsic de postgrau va donar lloc al diploma de Graduate of the Royal Schools of Music, el diploma de graduació va passar de l'ARCM al Teaching or Performing, assolit no més tard un any abans de la graduació.
Els que reben el diploma tenen dret a utilitzar les lletres post-nominals «ARCM».